# Ronthon
Ronthon est une ancienne commune française du département de la Manche et de la région Normandie, associée à Dragey depuis le 1er janvier 1973, formant la commune de Dragey-Ronthon.

## Géographie
Ronthon est une commune située au nord-est du territoire de Dragey, et ne donne pas accès au littoral de la Manche.

## Toponymie
Le nom de la localité est attesté sous les formes Ransthun en 1158, Ronthon en 1212, Ronton en 1254.
Ronthon est composé de l'élément -thon qui semble dérivé de l'anglo-saxon tun qui a donné l'anglais town, et de l'élément ron dont Ernest Nègre attribue l'origine à l'anthroponyme germanique Raganus.

## Histoire
Vers 1200, l'église relevait de l'abbaye de Hambye.
En 1790, Ronthon est représenté à l'Assemblée primaire du canton de Sartilly à Champcey par Louis Lemonnier, vicaire, et Dragey par Jacques Pierre Gauchet, curé de la paroisse.
Ronthon fusionne le 1er janvier 1973 avec Dragey, Genêts et Saint-Jean-le-Thomas pour former la nouvelle commune de Dragey-Tombelaine (mise en application de l'arrêté du 25 octobre 1972).
Genêts et Saint-Jean-le-Thomas reprennent finalement leur indépendance le 1er janvier ; Dragey et Ronthon restent unis d'abord sous le nom de Dragey, puis sous celui de Dragey-Ronthon à partir de 1980. La commune garde toutefois encore le statut de commune associée.

## Administration

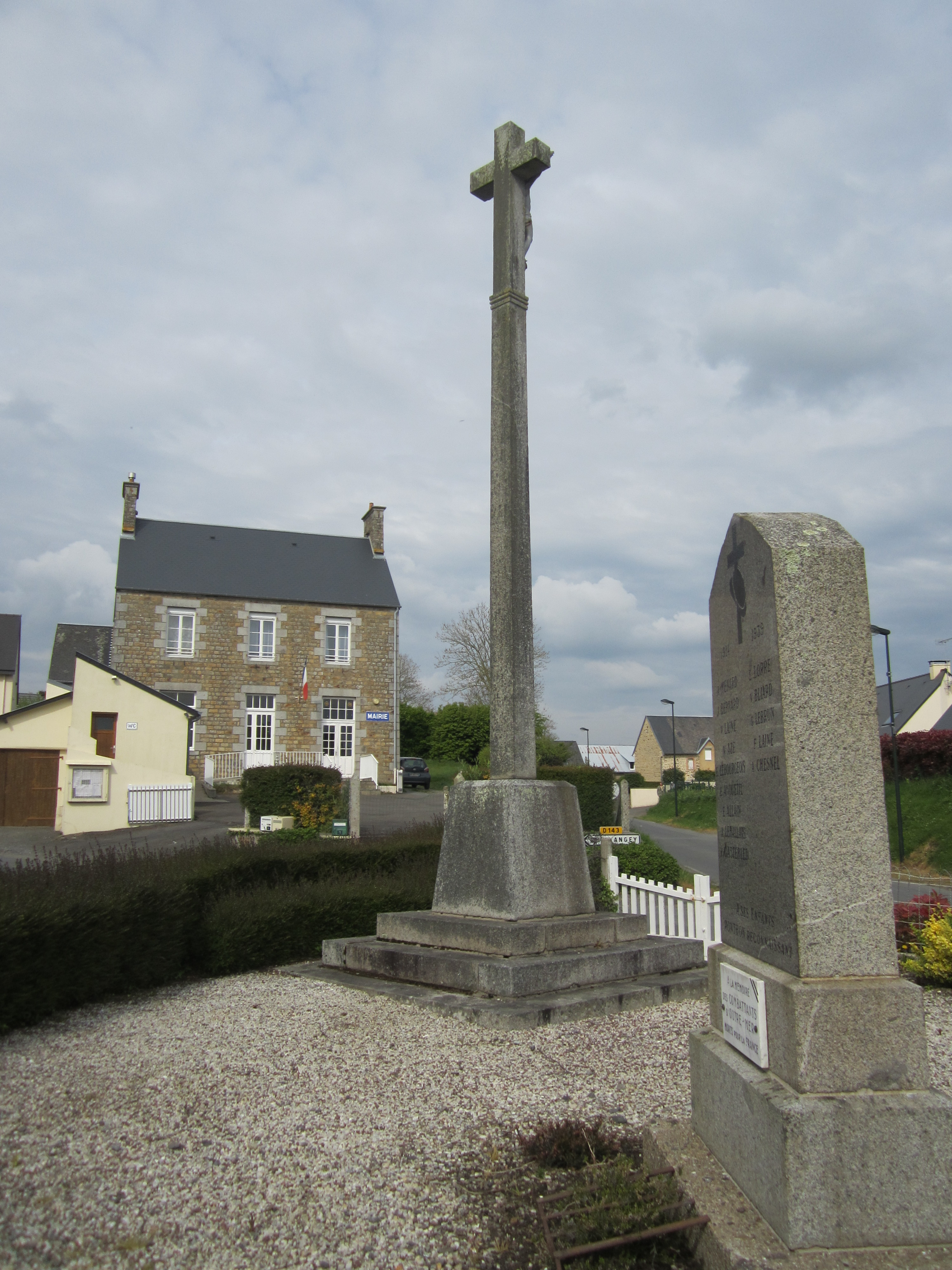
La mairie annexe.

| Période                                                                                     | Période | Identité                     | Étiquette | Qualité |
| ------------------------------------------------------------------------------------------- | ------- | ---------------------------- | --------- | ------- |
| …1792                                                                                       | 1793…   | Louis Ollivier               |           |         |
| …1795                                                                                       | 1800    | Claude Le Roy                |           |         |
| 1800                                                                                        | 1803    | Georges Letellier            |           |         |
| 1803                                                                                        | 1815    | Jean Bisson                  |           |         |
| 1815                                                                                        | 1830    | Jacques Letellier-Desjardins |           |         |
| 1830                                                                                        | 1831    | Jean Bisson                  |           |         |
| 1831                                                                                        | 1858    | Claude Leroy                 |           |         |
| 1858                                                                                        | 1897    | Dominique Gosse              |           |         |
| 1897                                                                                        | 1900    | Charles Carouge              |           |         |
| 1900                                                                                        | 1904    | François Chauvin             |           |         |
| 1904                                                                                        | 1919    | Claude Leroy                 |           |         |
| 1919                                                                                        | 1921    | Albert Picquot               |           |         |
| 1921                                                                                        | 1929    | Armand Chauvin               |           |         |
| 1929                                                                                        | 1933    | Albert Bernard               |           |         |
| 1933                                                                                        | 1969    | Émile Guillard               |           |         |
| 1969                                                                                        | 1971    | Auguste Lecerf               |           |         |
| 1971                                                                                        | 1972    | Bernard Guillard             |           |         |
| Une partie des données est issue d'une liste établie par Jean Pouëssel et Christian Tillard |         |                              |           |         |

| Période | Période  | Identité          | Étiquette | Qualité |
| ------- | -------- | ----------------- | --------- | ------- |
| 1973    | 1977     | Alexandre Tardif  |           |         |
| 1977    | 1978     | Maurice Pestour   |           |         |
| 1973    | 1983     | Bernard Guillard  |           |         |
| 1983    | 2004     | André Chesnay     |           |         |
| 2004    | 2020     | Christian Tillard | SE        |         |
| 2020    | En cours | Lucien James      | SE        |         |

## Démographie
| 1793 | 1800 | 1806 | 1821 | 1831 | 1836 | 1841 | 1846 |
| ---- | ---- | ---- | ---- | ---- | ---- | ---- | ---- |
| 494  | 518  | 518  | 563  | 560  | 512  | 446  | 463  |

| 1851 | 1856 | 1861 | 1866 | 1872 | 1876 | 1881 | 1886 |
| ---- | ---- | ---- | ---- | ---- | ---- | ---- | ---- |
| 468  | 429  | 417  | 385  | 363  | 363  | 350  | 322  |

| 1891 | 1896 | 1901 | 1906 | 1911 | 1921 | 1926 | 1931 |
| ---- | ---- | ---- | ---- | ---- | ---- | ---- | ---- |
| 314  | 273  | 271  | 293  | 274  | 220  | 225  | 250  |

| 1936 | 1946 | 1954 | 1962 | 1968 | 2010 | 2015 | 2020 |
| ---- | ---- | ---- | ---- | ---- | ---- | ---- | ---- |
| 236  | 255  | 236  | 243  | 255  | 238  | 238  | 226  |

| 2021 | - | - | - | - | - | - | - |
| ---- | - | - | - | - | - | - | - |
| 225  | - | - | - | - | - | - | - |

## Lieux et monuments
- L'église Saint-Nicolas de Ronthon (en partie du XIIe siècle) avec son haut clocher et son absence de transept. Un ensemble autel-retable-tabernacle-statues saint Nicolas et saint Roch-reliquaires ainsi qu'une Vierge à l'Enfant du XIIIe sont classés au titre objet aux monuments historiques. L'église abrite également un bénitier du XVIe, une chaire à prêcher fleurdelisée du XVIIe, une peinture murale du XVIIIe et un tableau Adoration des bergers du XVIIIe[5].
- Dans le cimetière, nombreuses dalles funéraires seigneuriales et fonts baptismaux en granit.
- Le manoir du Logis (XVIe, XIXe – XXe siècles) construit sur les vestiges de l'ancien château du XIIe siècle des seigneurs de Ronthon. La partie la plus ancienne, qui constitue le dernier témoignage du château, a été restauré par sa propriétaire Mme Frey. Au XVe siècle la paroisse de Ronthon a pour seigneur Jean d'Argouges, également seigneur d'Argouges, qui vend le petit port de Granville qu'il possédait aux Anglais. En représailles, la famille Guiton en 1440 pilla et brûla le château de Ronthon sur ordre du roi Charles VII[5].
- Mairie-école construite en 1862 et dont l'école ferma en 1975.